# Веселин Бадров
Веселин Бадров (Гламоч, 25. март 1925 — Сарајево, 14. мај 1978) је био југоловенски и босанскохерцеговачки сценограф.

## Сценографија
| Год.  | Назив                    | Улога |
| ----- | ------------------------ | ----- |
|       |                          |       |
| 1954. | Кућа на обали            |       |
| 1958. | Црни бисери (филм)       |       |
| 1959. | Пет минута раја          |       |
| 1959. | Врата остају отворена    |       |
| 1961. | Велико суђење            |       |
| 1963. | У сукобу                 |       |
| 1966. | Глинени голуб            |       |
| 1972. | Слике из живота ударника |       |